# Hội Nước sạch và Môi trường Việt Nam
Hội Nước và Môi trường Việt Nam là tổ chức xã hội - nghề nghiệp của những người và tổ chức hoạt động hoặc quan tâm đến lĩnh vực Nước sạch và Vệ sinh môi trường tại Việt Nam 
Hội có tên giao dịch tiếng Anh là Viet Nam water and Environment Association  , viết tắt là VWEA .
Hội chính thức thành lập vào ngày 4/10/2002 với tên gọi ban đầu là Hội Nước sạch và Vệ sinh Môi trường Việt Nam. Đại hội đầu tiên diễn ra tại Hà Nội ngày 25/12/2002. Điều lệ Hội được Bộ Nội vụ phê duyệt tại Quyết định Số 10/2003/QĐ-BNV ngày 9/4/2003 .
Ngày 4/5/2007 Hội đổi tên thành Hội Nước sạch và Môi trường Việt Nam
Ngày 8/8/2025, Hội đổi tên thành Hội Nước và Môi trường Việt Nam
Văn phòng Hội đặt tại địa chỉ: Tầng 1, Nhà E, ngõ 79 Nguyễn Chí Thanh, quận Đống Đa, thành phố Hà Nội.

## Xuất bản
Hội xuất bản Tạp chí Môi trường và Cuộc sống, khởi đầu năm 2008 .